# Grön kreditgaranti
En grön kreditgaranti är ett statligt borgensåtagande för lån på minst en halv miljard kronor som företag tar upp hos banker eller andra finansinstitut för att finansiera investeringar som bidrar till att miljömålen nås. Med miljömålen avses målen i det svenska miljömålssystemet och det klimatpolitiska ramverket. Kreditgarantin innebär att staten garanterar högst 80 procent av ett lån under maximalt 15 år.
Sveriges regering införde gröna kreditgarantier i juni 2021 och gav riksgäldskontoret i uppdrag att administrera den industripolitiska åtgärden. Syftet med åtgärden var att bidra till den gröna omställningen och "skapa framtidens jobb".
Preem blev det första bolaget att beviljas en grön kreditgaranti för finansieringen av en ombyggnation av raffinaderiet i Lysekil som skulle öka produktionen av förnybar diesel.